# Yuhuangmiaoxiang (ort i Kina, Shaanxi, lat 33,72, long 106,95)
Yuhuangmiaoxiang är en ort i Kina. Den ligger i provinsen Shaanxi, i den nordvästra delen av landet, omkring 190 kilometer väster om provinshuvudstaden Xi'an. Antalet invånare är 5 140. Befolkningen består av 2 341 kvinnor och 2 799 män. Barn under 15 år utgör 12,0 %, vuxna 15-64 år 75 %, och äldre över 65 år 12,0 %.
Runt Yuhuangmiaoxiang är det ganska glesbefolkat, med 23 invånare per kvadratkilometer. Närmaste större samhälle är Liuba Chengguanzhen, 12,3 km söder om Yuhuangmiaoxiang. I omgivningarna runt Yuhuangmiaoxiang växer i huvudsak blandskog.
Genomsnittlig årsnederbörd är 937 millimeter. Den regnigaste månaden är juli, med i genomsnitt 204 mm nederbörd, och den torraste är december, med 2 mm nederbörd.